# Танутамун
Танутамун, Тануатамон или Тантамани (на древноегипетски: Tanwetamani, на старогръцки: Tementhes) е последния нубийски фараон от кушитската Двадесет и пета династия на Древен Египет, управлявал през 664 – 656 г. пр.н.е.

## Произход и управление
Най-вероятно е син на Шабака и племенник и наследник на Тахарка.
Танутамун е последният нубийски владетел на Кушитското царство (дн. Северен Судан), който поддържа претенциите да управлява като фараон на Египет през Трети преходен период на Древен Египет.
След като наследява Тахарка през 664 пр.н.е., Танутамун се отправя на поход на север от Нубия по поречието на Нил, окупира Мемфис и убива в битка Нехо, поставен за наместник на Египет от асирийците. В отговор на това асирийската армия се завръща и прогонва нубийците на юг чак до Тива.
Властта на Танутамун била признавана в Горен Египет в продължение на още осем години, докато през 656 г. пр.н.е. фараон Псамтик I мирно присъединява Тива към обединеното Египетско царство. Танутамун управлява след това само в Куш и през 653 г. пр.н.е. е наследен от Atlanersa.